# 浜田道代
浜田 道代（はまだ みちよ、濵田 道代、1947年11月25日 - ）は、日本の法学者。専門は商法。学位は、法学修士（名古屋大学・1972年）、LL.M.（ハーバード・ロー・スクール・1986年）。名古屋大学名誉教授。公正取引委員会委員、サンゲツ社外取締役、東邦ガス社外取締役、アイシン精機社外取締役、首都高速道路社外監査役を歴任。授勲瑞宝重光章。

## 人物
北澤正啓の弟子。
旧帝国大学法学部初の女性教授（新制大学移行後、1985年昇任）。なお、名古屋大学初の女性教授は、1983年に教授昇任した岡崎恒子。
2008年公正取引委員会委員人事につき、退任する山田昭雄委員の後任委員として、当時一橋大学大学院教授を務めていた上杉秋則（元公正取引委員会事務総長）が内定し、国会同意人事への閣議決定がなされた。ところがその後、この同意案件が政府によって採決前に取り下げられるという異例の事態が生じた。その後、2009年4月に当時名古屋大学法科大学院長を務めていた浜田道代が、公正取引委員会委員に就任した。
2012年竹島一彦委員長の退任後、国会同意人事の遅れのため、後任の委員長が決まらず、公正取引委員会委員長代理に就任。細川清委員も死去により退任したため、2013年3月まで異例の3人の委員体制となった。

## 経歴
- 1947年 岐阜県岐阜市生まれ。その後岐阜市立木田小学校、岐阜市立鷺山小学校、岐阜市立長良中学校を卒業。
- 1966年 アメリカ合衆国・テキサス州立ハーフォード高校卒業、岐阜県立岐阜高等学校中退。
- 1970年 名古屋大学法学部卒業
- 1972年 名古屋大学大学院法学研究科修士課程修了
- 1972年 名古屋大学法学部助手
- 1974年 名古屋大学法学部助教授
- 1985年 名古屋大学法学部教授
- 1986年 ハーバード大学ハーバード・ロースクール修士課程修了
- 1999年 名古屋大学大学院法学研究科教授
- 2008年4月 名古屋大学法科大学院長就任
- 2009年3月 名古屋大学退職
- 2009年4月 公正取引委員会委員
- 2012年9月 公正取引委員会委員長代理
- 2018年4月 瑞宝重光章を受章[2][3]

法制審議会会社法部会委員、司法試験第二次試験考査委員、大学審議会特別委員、独立行政法人日本学術振興会科学研究費委員会学術創生部会委員、有限責任中間法人日本取締役協会幹事、財団法人UFJ奨学会評議員、名古屋高速道路公社料金問題調査会委員、早稲田大学法学部・法学研究科・比較法学研究所第三者評価実行委員会主査等も歴任。現在、サンゲツ社外取締役、東邦ガス社外取締役、アイシン精機社外取締役、首都高速道路社外監査役を務める。

## 主著
- 『アメリカ閉鎖会社法―その展開と現状および日本法への提言』（商事法務研究会、1974年）
- 『デラウェア会社法』（商事法務研究会、1988年）北澤正啓との共訳
- 『レクチャー商法入門4版』（有斐閣、1995年、初版1989年）北澤正啓との共著
- 『商法 新版』（岩波書店、2001年、初版1999年）
- 『現代企業取引法』（税務経理協会、1998年）原秀六・小林量・坂上真美・中東正文と共編[5]
- 『商法の争点』北澤正啓との共編
- 『日本会社立法の歴史的展開 : 北澤正啓先生古稀祝賀論文集』（商事法務研究会、1999年）編著
- 『キーワードで読む会社法2版』（有斐閣、2006年、初版2005年）編著